# Augelita
L'augelita és un mineral de la classe dels fosfats. Va ser descoberta l'any 1868, sent anomenada així per Christian W. Bloomstrand, del grec αυγή (lluent) en al·lusió a l'aparença brillant de les seves superfícies de trencament.

## Característiques
L'augelita és un fosfat d'alumini hidroxilat amb fórmula química Al₂(PO₄)(OH)₃. Cristal·litza en el sistema monoclínic en forma de cristalls tabulars a prismàtics, normalment com a cristalls aciculars, tot i que també se'n troba en hàbit massiu. La seva duresa a l'escala de Mohs va de 4,5 a 5.
Segons la classificació de Nickel-Strunz, l'augelita pertany a «08.BE: Fosfats, etc. amb anions addicionals, sense H₂O, només amb cations de mida mitjana, (OH, etc.):RO₄ > 2:1» juntament amb els següents minerals: grattarolaïta, cornetita, clinoclasa, arhbarita, gilmarita, allactita, flinkita, raadeïta, argandita, clorofenicita, magnesioclorofenicita, gerdtremmelita, dixenita, hematolita, kraisslita, mcgovernita, arakiïta, turtmannita, carlfrancisita, synadelfita, holdenita, kolicita, sabel·liïta, jarosewichita, theisita, coparsita i waterhouseïta.

## Formació i jaciments
Es troba en roques que han sofert metamorfisme hidrogenat a partir de roques riques en fosfats. A vegades també es troba en filons hidrotermals d'alta temperatura. Es sol trobar associada a altres minerals com pirita i latzulita. A la mina Västanå (Suècia) es troba associada a attakolita, svanbergita, hematita, trol·leïta i berlinita.